# Князево (Вологодский район)
Князево — деревня в Вологодском районе Вологодской области.
Входит в состав Сосновского сельского поселения, с точки зрения административно-территориального деления — в Сосновский сельсовет.
Расстояние по автодороге до районного центра Вологды — 26,5 км, до центра муниципального образования Сосновки — 7 км. Ближайшие населённые пункты — Шеломово, Язвицево, Терпелка, Клюшниково, Кучино, Авдотьино, Сарейка, Силино.
По переписи 2002 года население — 6 человек.